# Dominissimi
Dominissimi is een historisch motorfietsmerk.
De firmanaam was Fratelli Dominissimi, Pordenone.
Dit was een Italiaans merk dat van 1924 tot 1928 lichte motorfietsen met 172- en 248 cc DKW-motoren maakte.